# Шальва
Шальва (азерб. Şəlvə) — село у Лачинському районі Азербайджану. Село розташоване за 58 км на північний захід від районного центру, міста Лачина.
З 1992 по 2020 рік було під Збройні сили Вірменії окупацією і називалось Спітакаджур (вірм. Սպիտակաջուր), входячи в Кашатазький район невизнаний Нагірно-Карабаська Республіка. 1 грудня 2020 в ході Другої карабаської війни села було звільнено Збройні сили Азербайджану (вірмени трактують це як окупацію). 
В селі розташована церква «Шальва» 14 століття.Село розташоване на берегах однойменної річки.